# Agdistis bigoti
Agdistis bigoti is een vlinder uit de familie vedermotten (Pterophoridae). De wetenschappelijke naam is voor het eerst geldig gepubliceerd in 1976 door Arenberger.
De soort komt voor in Europa.